# Лопес Гарсия, Давид
Давид Лопес Гарсия (исп. David López García; род. 13 мая 1981, Баракальдо, провинция Бискайя, автономное сообщество Страна Басков, Испания) — испанский профессиональный шоссейный велогонщик, выступающий за команду Ineos Grenadiers.

## Достижения
2007
- 2-й на Subida a Urkiola
- 3-й на Туре Германии — ГК
  - 1-й на этапе 5
- 4-й на Классика Примавера
- 6-й на Париж — Ницца — ГК
- 6-й на Вуэльта Кастилии и Леона — ГК

2008
- 3-й на Гран-при Плуэ
- 4-й на Субида Уркиола
- 10-й на Туре Лимузена — ГК

2009
- 3-й на Субида Наранко
- 7-й на Вуэльта Андалусии — ГК
- 8-й на Гран-при Шоле - Земли Луары

2010
- 1-й на этапе 9 Вуэльта Испании

2011
- 2-й на Классика Примавера
- 6-й на Вуэльта Бургоса — ГК
- 7-й на Туре Страны Басков — ГК
- 7-й на Туре Средиземноморья — ГК
- 9-й на Критериум Интернациональ — ГК

2012
- 4-й на Вуэльта Астурии — ГК
- 4-й на Классика Примавера
- 8-й на Prueba Villafranca de Ordizia — ГК

2013
- 1-й на этапе 6 Энеко Тур
- 3-й на Туре Пекина — ГК
- 4-й на Туре Британии — ГК
- 5-й на Кубке Японии

2015
- 3-й на Туре Норвегии — ГК

2016
- 1-й на этапе 1 (ТТТ) Вуэльта Испании
  -  приз самому агрессивному гонщику на этапе 12

| ГК | Генеральная классификация |

## Статистика выступлений наГранд Турах
| Гранд Тур | 2005 | 2006 | 2007 | 2008 | 2009 | 2010 | 2011 | 2012 | 2013 | 2014 | 2015 | 2016 | 2017 |
| --------- | ---- | ---- | ---- | ---- | ---- | ---- | ---- | ---- | ---- | ---- | ---- | ---- | ---- |
| Джиро     | -    | 40   | -    | -    | сход | -    | -    | -    | -    | -    | -    | 69   | -    |
| Тур       | -    | сход | -    | 51   | -    | -    | -    | -    | 127  | 105  | -    | -    | -    |
| Вуэльта   | 79   | -    | 14   | -    | 42   | 42   | сход | -    | -    | -    | -    | 60   |      |